# Playboy
Плејбој (енгл. Playboy) амерички је еротски часопис намењен мушкарцима, који је раније штампан, а сада је доступан онлајн. Овај часопис су Хју Хефнер и његови сарадници основали 1953. године у Чикагу, делом користећи иницијалну позајмицу Хефнерове мајке у износу од $1,000. Плејбој је лансирао дуплерицу која се одмотавала и где се налазила фотографија обнажене девојке — девојке месеца. Прва девојка која се појавила на дуплерици је била Мерилин Монро. Сликати се за Плејбој је ускоро постала ствар престижа и често одскочна даска за каснију успешну каријеру. Најпознатији пример непознате девојке месеца која је касније постала славна је Памела Андерсон. Многе познате жене су се сликале за насловнице овог часописа међу којима су Фара Фосет, Ана Никол Смит, Доли Партон, Синди Крафорд, Кејт Мос, Мадона, Викторија Силвстет, Парис Хилтон и многе друге. Први број је штампан у 500 примерака а у доба своје највеће славе је достизао тираж од 7,5 милиона примерака. Само штампање је трајало по месец дана. Плејбој је познат по веома квалитетној фотографији, чланцима, нарочито интервјуима. Интервју за Плејбој су дали и Џими Картер, Фидел Кастро и многи други. Плејбој је играо важну улогу у сексуалној револуцији и остаје један од најпознатијих светских брендова, прерастајући у Плејбој Ентерпрајз, Инк. (PEI), са присуством у скоро свим медијима. Поред водећег магазина у Сједињеним Државама, широм света се објављују и посебне верзије Плејбоја специфичне за дате нације.
Часопис има дугу историју објављивања кратких прича романописаца као што су Артур Ч. Кларк, Ијан Флеминг, Владимир Набоков, Сол Белоу, Чак Поланик, П. Г. Водехаус, Роалд Дал, Харуки Мураками и Маргарет Атвуд. Редовним приказивањем карикатура у боји на целој страници, овај часопис је постао излог за истакнуте карикатуристе, укључујући Харвија Курцмана, Џеца Кола, Елдона Дединија, Џулса Фејфера, Шела Силверстајна, Ерика Сокола, Роја Рејмонда, Гахана Вилсона и Роланда Б. Вилсона. Плејбој садржи месечне интервјуе са значајним јавним личностима, попут уметника, архитеката, економиста, композитора, диригента, филмских редитеља, новинара, романописаца, драмских писаца, верских личности, политичара, спортиста и возача тркачких аутомобила. Часопис генерално одражава либерални уреднички став, мада често интервјуише конзервативне познате личности.
Након једногодишњег уклањања већине голих фотографија у часопису Плејбој, издање од марта-априла 2017. вратило је голотињу. У марту 2020. године, Бен Кон, извршни директор компаније Плејбој Ентерпрајсес, најавио је да ће издање за пролеће 2020. бити последње редовно заказано штампано издање и да ће часопис након тога објављивати свој садржај онлајн. Одлука о отказивању штампаног издања делимично је приписана пандемији Ковида-19 која је ометала дистрибуцију часописа.

## Издавачка историја

### 1950-те
До пролећа 1953. Хју Хефнер - који је након што је дипломирао психологију на Универзитету у Илиноису из 1949. године радио у Чикагу за часопис Есквајер, пишући промотивне материјале; за Издавачку развојну корпорацију у одељењу продаје и маркетинга; и часопису Дечје активности као менаџер за тиражну промоцију - планирао је елементе свог сопственог часописа, који би назвао Стаг Парти. Он је основао HMH издавачку корпорацију и регрутовао свог пријатеља Елдона Селерса да пронађе инвеститоре. Хефнер је на крају прикупио нешто више од 8.000 долара, укључујући и позајмице од свог брата и мајке. Међутим, издавач невезаног мушког авантуристичког часописа, Стаг, контактирао је Хефнера и обавестио га да ће поднети тужбу ради заштите њиховог заштитног знака ако он покрене свој часопис са тим именом. Хефнер, његова супруга Мили и Селерс састали су се како би нашли ново име, узимајући у обзир „Топ Хат“, „Џентлмен“, „Сер’“, „Сатир“, „Пан“ и „Бачелор“ пре него што је Селерс предложили „Плејбој“.
Прво издање, у децембру 1953. године, није имало одштампан датум, јер Хефнер није био сигуран да ли ће бити другог издања. Он га је припремио радећи у својој кухињи у Хајд парку. На првој дуплерици је била Мерлин Монро, мада је првобитно коришћена слика направљена за календар, а не за Плејбој. Хефнер је изабрао оно што је сматрао „најатрактивнијом“ сликом, претходно неискоришћеном голом студијом Мерлин испруженом са подигнутом руком на црвеној баршунастој позадини затворених очију и отворених уста. Интензивна промоција усредсређена на Марлинину голотињу на већ познатом календару, заједно са провокативним маркетингом, учинили су нови часопис Плејбој успешним. Прво издање распродато је за неколико недеља. Познати тираж био је 53.991. Цена примерка била је 50 центи. Копије првог издања у добро очуваном стању продате су за више од 5.000 америчких долара 2002. године.
Роман Фаренхајт 451, Реја Бредберија, објављен је 1953. године, а серијализован је у издањима Плејбоја за март, април и мај 1954. године.
Урбана легенда је настала о Хефнеру и Плејбојовој девојци месеца због назнака на насловној страни часописа. Од 1955. до 1979. године (осим шестомесечног одсуства 1976. године), слово „П“ у Плејбоју имало је звезде одштампане у слову или око њега. По перверзној легенди то је била оцена коју је Хефнер дао девојци месеца према томе колико је била привлачна, колико је пута Хефнер спавао с њом, или њен ранг у кревету. Звезде, између нула и 12, заправо су означавале домаћу или међународну регију оглашавања датог издања.